# Polsequenz
Die Internationale Polsequenz (IPS) oder Nordpolarsequenz ist eine Reihe exakt vermessener Sterne nahe dem Himmelsnordpol. Diese nach Helligkeit fein abgestufte Skala von Standardsternen dient seit 1922 zur Eichung fotometrischer Instrumente und zur Kalibrierung gemessener Sternhelligkeiten.

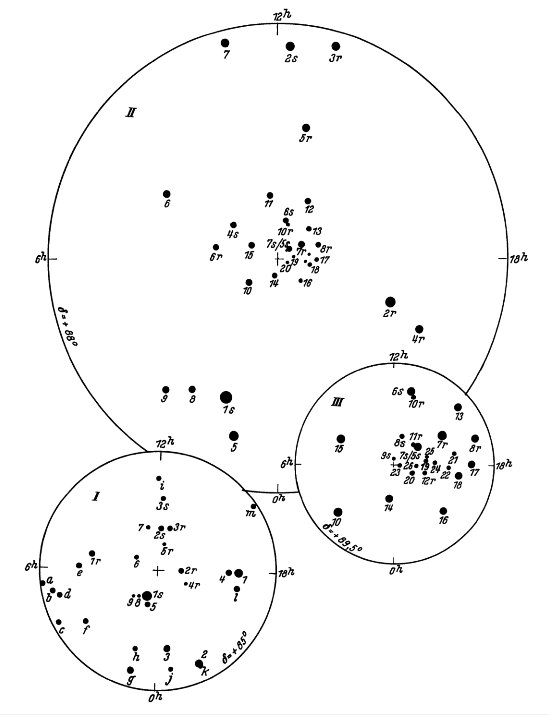
Polsequenz nach Newcomb, Sternkarten 5° (I), 2° (II, groß) und ½° (III) um den Nordpol von 1900, der Polarstern hat die Nummer 1s

Die Lage dieses Eichfeldes am Himmelspol hat den Vorteil eines fast konstanten Höhenwinkels. Dadurch variiert der Einfluss der atmosphärischen Extinktion nur wenig und ist einfach zu ermitteln.
Die Polsequenz umfasst 96 konstant leuchtende Sterne, die den Helligkeitsbereich von +2 mag bis +17 mag abdecken und sich in einem Abstand von bis zu 2° um den Polarstern (Polaris) befinden. Die Helligkeiten wurden fotografisch und fotovisuell bestimmt. Die Sequenz der Eichsterne wurde 1922 eingeführt, als sich herausstellte, dass der bis dahin mit +2,08 mag als fotometrischer Bezugsstern dienende Polaris geringe Helligkeitsschwankungen aufweist.

## Prüfkarten für Amateurastronomen
Für die Amateurastronomie hat Simon Newcomb 1921 drei runde, sich überdeckende Sternkarten mit unterschiedlichen Grenzhelligkeiten entworfen, die sich gut zur Prüfung von Fernrohren eignen; rötliche Sterne sind mit r markiert:
- Übersichtskarte I: 5° Radius, reicht bis 9 mag (Stern 5r = 8,63m und 9 = 8,83m)
- Karte II: 2° Radius, reicht bis 12,5m (Stern 20)
- Karte III: ½° Radius, reicht bis 13,7m (Stern 26).

In den Karten I und II trägt der Polarstern (α UMi) mit 2,08 mag die Nummer 1s, gefolgt von den Sternen 1 (δ UMi, 4,37m) und 2 (5,28m).

## Erweiterungen der Polsequenz
In den 1960er Jahren umfasste die Polsequenz neben Polaris 61 Sterne von +4,4 bis +16,9 mag mit geeichten fotovisuellen Helligkeiten. Sie wurde nach der Neudefinition des Magnituden-Systems auf 96 Sterne erweitert, hat aber heute an Wichtigkeit eingebüßt.
Denn inzwischen stehen einige hundert über den ganzen Himmel verteilte Standardsterne verschiedener Farbbereiche zur Verfügung, deren Daten durch elektrische Fotosensoren genau bestimmt werden können. Insgesamt kennt man relativ genaue Helligkeiten von über 500.000 Sternen bis zur 19. Größe.

## Alternative Kalibrierungsmethoden
Der Astrometriesatellit der Gaia-Mission verwendet zur Kalibrierung der Magnituden den Gaia Spectrophotometric Standard Star Catalog aus ca. 200 Sternen verschiedener Spektralklassen. Diese sind deutlich lichtschwächer als die bisherigen Sterne der Polsequenz, da die bei Gaia verwendete Sensorik auf schwächere Helligkeiten im Bereich +6 bis +19 mag optimiert ist.

## Geschichtliches
Die ersten Schritte, Vergleichssterne für die Fotometrie zu schaffen, gehen auf John Herschel (1792–1871) und seine erste Entwicklung eines Fotometers zurück. Doch erst mit der Erfindung des Prismenfotometers durch Carl August von Steinheil (1801–1870) wurde die Helligkeitsmessung exakter. Ludwig v. Seidel publizierte 1860 ein Verzeichnis von 208 Standardsternen, die er ab 1852 mit dem Steinheil'schen Fotometer gemessen hatte. Es wurde für einige Jahrzehnte zur Grundlage der wissenschaftlichen Fotometrie, besonders seit Norman Pogson 1850 die logarithmische Magnituden-Skala definiert hatte.
Weitere Entwicklungen wie das Pickering'sche und das Zöllnersche Fotometer ermöglichten die genaue Messung von Helligkeitsdifferenzen. Sie wurden meistens auf den Polarstern bezogen, der mit 2,00 mag festgesetzt wurde. Die bald auf mindestens 0,1 mag gestiegene Genauigkeit machte ein entsprechend präzises Verzeichnis von Vergleichssternen notwendig.
Zahlreiche Observatorien bzw. Institute begannen an solchen Helligkeitskatalogen zu arbeiten, in Europa vor allem in Göttingen, Hamburg, Leipzig, Leyden, Wien und Lemberg. Die bedeutendsten dieser Kataloge waren die Göttinger Aktinometrie, die Harvard Photovisual Photometry und die Yerkes Actinometry, aus denen um 1900 die Nordpolsequenz (NPS) bzw. die Harvard-Polsequenz entstand. Sie wurden um 1920 gemeinsam mit anderen Helligkeitskatalogen in die Internationale Polsequenz übergeführt.